# Ahrensburger Kultur

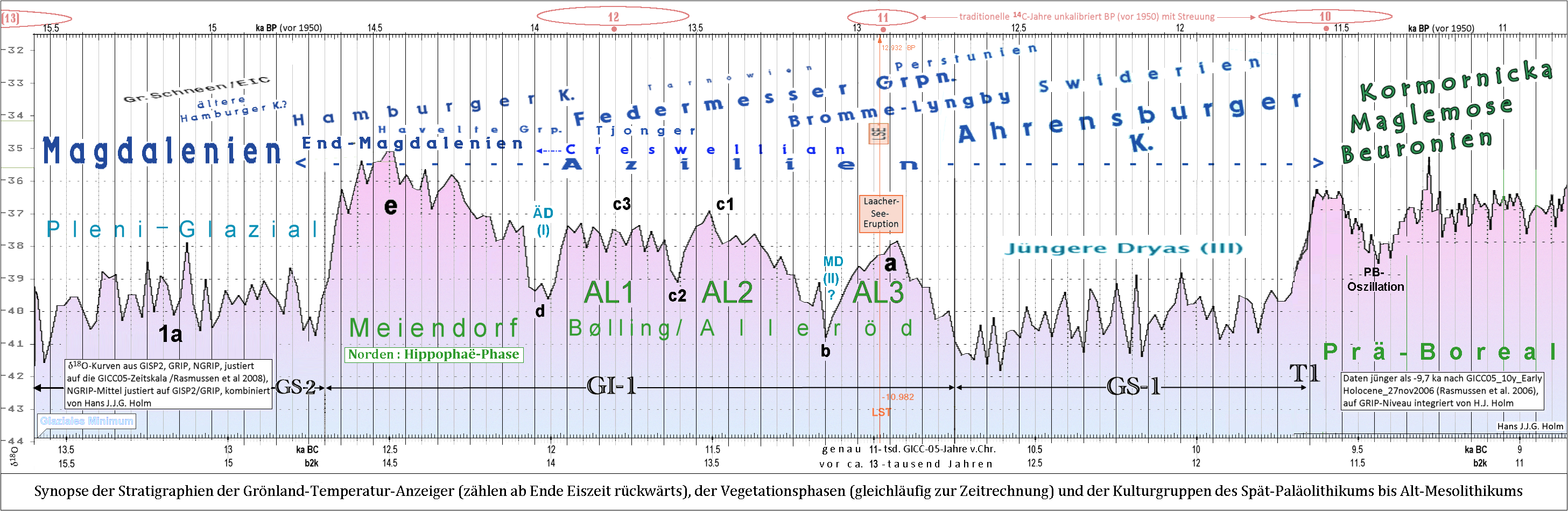
Endglazial - Eiskerndaten mit Kulturen

Als Ahrensburger Kultur bezeichnet man eine Kultur spezialisierter Rentierjäger der ausgehenden Altsteinzeit, die geologisch der letzten „Tundrenzeit“ (Jüngere Dryas) zwischen ca. 10.760 bis ca. 9.650 v. Chr. zuzuordnen ist. Der Lebensraum war das Flachland des nördlichen Mitteleuropa, das damals von einer mit Baumgruppen durchsetzten endeiszeitlichen Tundra bedeckt war. Aus Schottland liegen einige Stielspitzen mit Ahrensburger Affinitäten vor.
In einer von Alfred Rust bei Ahrensburg ausgegrabenen Siedlung im Stellmoor fand man charakteristische Steingeräte wie Stielspitzen und Mikrolithen (Pfeilspitzen u. Ä.), sowie Kratzer, Stichel und retuschierte Klingen. In einem verlandeten spätglazialen Tümpel (Stellmoor) neben der Siedlung fand man Stein-, Knochen- und Geweihartefakte. Aus Rengeweih wurden zum Beispiel Werkzeuge und Waffen, wie Hacken und Harpunen gefertigt. Als Behausungen dienten Rundzelte.

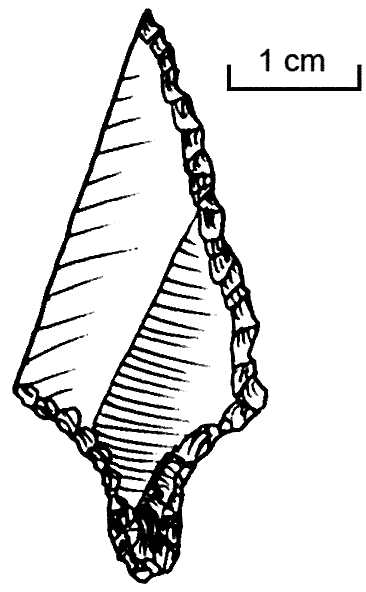
Ahrensburger Spitze

Die Jäger der Ahrensburger Kultur nutzten Bogen als Jagdwaffe. Die ersten vollständigen Pfeile aus Kiefernholz mit gestielten Spitzen fand Alfred Rust bei Ausgrabungen im Stellmoor, zum Teil im Befund mit durchschossenen Rentier-Knochen. Offenbar änderte sich mit den neuen Waffen auch die Jagdtechnik. Die Jäger der Ahrensburger Kultur machten bei Treibjagden umfangreiche Beute, während die der älteren Hamburger Kultur noch die Pirschjagd bevorzugt hatten.
Ein bedeutender Fundplatz der Ahrensburger Kultur im Mittelgebirgsraum ist die Höhle Hohler Stein bei Rüthen-Kallenhardt. Der südlichste Fundplatz im westfälischen Bergland (Stand: 2022) ist Meinerzhagen-Valbert, wo um 10.000 v. Chr. Jägergruppen im Frühjahr die Rentierherden bejagten. Dort fand sich im Jahr 2021 eine Stielspitze aus baltischem Feuerstein.